# FC Koper
Football Club Koper – słoweński klub piłkarski, mający siedzibę w mieście Koper, leżącym nad Morzem Adriatyckim.

## Historia
Klub został założony w 1955 roku jako NK Koper w wyniku fuzji dwóch zespołów: Aurory i Meduzy. Za czasów istnienia Socjalistycznej Federacyjnej Republiki Jugosławii, występował w niższych ligach. W 1990 roku zmienił nazwę na FC Koper. W 1992 roku po uzyskaniu niepodległości przez Słowenię klub zaczął grać w tamtejszej pierwszej lidze. W 1995 roku spadł do drugiej ligi i kolejne 5 lat spędzał grając na przemian w pierwszej i drugiej lidze. Od 2000 roku występuje nieprzerwanie w słoweńskiej ekstraklasie. W 2008 roku został wicemistrzem kraju, po raz pierwszy w swojej historii. Największe osiągnięcie Koperu w Pucharze Słowenii to trzykrotne jego zdobycie w latach 1991, 2006 i 2007.

## Sukcesy
- Prva Liga:

mistrzostwo (1): 2010
- 2. SNL:

mistrzostwo (1): 2000
- Puchar Słowenii:

zwycięstwo (4): 1991, 2006, 2007, 2022

## Europejskie puchary
Legenda do wszystkich tabel:
- Q – runda eliminacyjna, 1/16, 1/8, 1/4, 1/2 – odpowiednia faza rozgrywek, Grupa – runda grupowa, 1r gr – pierwsza runda grupowa, 2r gr – druga runda grupowa, F – finał, R – runda, PO – play-off
- k. – rzuty karne, los. – losowanie, Dogr. – dogrywka, w. – zasada bramek strzelonych na wyjeździe

| Sezon   | Rozgrywki               | Runda | Klub                | Dom | Wyjazd | Ogólnie    |
| ------- | ----------------------- | ----- | ------------------- | --- | ------ | ---------- |
| 2002    | Puchar Intertoto        | 1R    | Helsingborgs IF     | 0–0 | 0–1    | 0–1        |
| 2003    | Puchar Intertoto        | 1R    | NK Zagreb           | 1–0 | 2–2    | 3–2        |
| 2003    | Puchar Intertoto        | 2R    | Dubnica             | 1–0 | 2–3    | 3–3, w.    |
| 2003    | Puchar Intertoto        | 3R    | AO Egaleo           | 2–2 | 3–2    | 5–4        |
| 2003    | Puchar Intertoto        | 1/2   | Heerenveen          | 1–0 | 0–2    | 1–2        |
| 2006/07 | Puchar UEFA             | 1Q    | Litex Łowecz        | 0–1 | 0–5    | 0–6        |
| 2007/08 | Puchar UEFA             | 1Q    | Široki Brijeg       | 2–3 | 1–3    | 3–6        |
| 2008/09 | Puchar UEFA             | 1Q    | Vllaznia Szkodra    | 1–2 | 0–0    | 1–2        |
| 2010/11 | Liga Mistrzów           | 2Q    | Dinamo Zagrzeb      | 3–0 | 1–5    | 4–5        |
| 2011/12 | Liga Europy             | 1Q    | Szachtior Karaganda | 1–1 | 1–2    | 2–3        |
| 2014/15 | Liga Europy             | 1Q    | Čelik Nikšić        | 4–0 | 5–0    | 9–0        |
| 2014/15 | Liga Europy             | 2Q    | Neftçi PFK          | 0–2 | 2–1    | 2–3        |
| 2015/16 | Liga Europy             | 1Q    | Víkingur Reykjavík  | 2–2 | 1–0    | 3–2        |
| 2015/16 | Liga Europy             | 2Q    | Hajduk Split        | 3–2 | 1–4    | 4–6        |
| 2022/23 | Liga Konferencji Europy | 2Q    | FC Vaduz            | 0–1 | 1–1    | 1–2, Dogr. |
| 2025/26 | Liga Konferencji        | 1Q    | FK Željezničar      | 3–1 | 1–1    | 4–2        |
| 2025/26 | Liga Konferencji        | 2Q    | Viking              | 3–5 | 0–7    | 3–12       |